# Alexandre Daigle
Alexandre Daigle (Laval, 7 febbraio 1975) è un ex hockeista su ghiaccio canadese che giocava nel ruolo d'ala sinistra.

## Carriera
Alexandre Daigle fu considerato, in vista dell'Entry Draft del 1993, un prospetto di sicuro successo e una futura stella della lega.<re Gli Ottawa Senators, all'epoca al loro primo anno in NHL, furono accusati di aver deliberatamente perso alcune partite nella stagione 1992-93 per garantirsi la prima scelta assoluta e il diritto di selezionare Daigle. Questo episodio portò la NHL ad avviare un'indagine e successivamente a introdurre una lotteria per il draft, al fine di prevenire simili comportamenti. I Senators conclusero comunque la stagione all'ultimo posto, ottenendo così la prima scelta assoluta.
All'avvicinarsi del draft, i Quebec Nordiques, squadra ospitante dell'evento, si dice fossero talmente interessati a selezionare una futura stella proveniente dal Québec da aver offerto giocatori di rilievo come Owen Nolan, Peter Forsberg e Ron Hextall, oltre a diverse scelte al draft. Tuttavia, la dirigenza di Ottawa rifiutò ogni proposta, selezionando Daigle davanti a futuri membri della Hockey Hall of Fame come Chris Pronger e Paul Kariya. Daigle firmò il contratto iniziale più ricco della storia della NHL (cinque anni per 12,25 milioni di dollari), una mossa che portò all'introduzione di un tetto salariale per i rookie. In merito alla sua selezione, Daigle pronunciò la celebre frase: “Sono felice di essere stato scelto per primo, perché nessuno ricorda il secondo”. Chris Pronger, scelto alla numero due, sarebbe poi stato inserito nella Hockey Hall of Fame nel 2015.
Daigle sembrò inizialmente all'altezza delle aspettative, con 20 gol e 51 punti alla sua stagione da rookie, nonostante il supporto offensivo limitato. Nella stagione accorciata dal lockout 1994-95, registrò 37 punti in 47 partite, un ritmo equivalente a 66 punti su 84 gare. Tuttavia, non riuscì mai a replicare la dominante produzione offensiva mostrata nei campionati giovanili, e il suo status di “superstar” attesa non si concretizzò. Segnò almeno 20 gol solo due volte, nella stagione da rookie e nel 1996-97, senza mai superare le 26 reti in una stagione. Fu frequentemente criticato per scarso impegno e motivazione, forse influenzato dal contratto ricco e a lungo termine. Si mostrò spesso più attratto dalla notorietà che dallo sport in sé, apparendo anche in una pubblicità in cui indossava un'uniforme da infermiera.
Il centro russo Alexei Yashin superò Daigle in prestazioni in ogni stagione in cui i due furono compagni di squadra a Ottawa. Entrambi debuttarono nella stagione 1993-94 e vennero presentati come volti del futuro della franchigia. Ciononostante, la dirigenza favorì Daigle rispetto a Yashin per la candidatura al Calder Memorial Trophy, che invece venne assegnato a quest'ultimo. L'insistenza nel sostenere Daigle, nonostante le prestazioni deludenti, portò Yashin a una clamorosa protesta contrattuale nella stagione 1995-96. Nello stesso periodo, il 21 novembre 1995, l'allenatore Rick Bowness e l'assistente Alain Vigneault furono licenziati dopo che Daigle era stato retrocesso alla quarta linea.
Il 25 settembre 1996, Daigle fu rimosso da un volo di linea dopo aver scherzato con un assistente di volo, dicendo al collega Trevor Timmins: “Attento alla tua bomba lì”, riferendosi al computer portatile di quest'ultimo. L'episodio avvenne mentre il presidente degli Stati Uniti Bill Clinton si trovava sullo stesso scalo aeroportuale, il che portò a una risposta di sicurezza immediata. Daigle non fu perseguito penalmente, ma ricevette una multa e gli fu vietato di salire sul volo di collegamento.
Durante la stagione 1997-98, dopo quattro anni e mezzo, 74 gol e 172 punti in 301 partite, Ottawa decise di cedere Daigle ai Philadelphia Flyers in cambio del giovane Václav Prospal e di Pat Falloon. Con i Flyers, Daigle raccolse 31 punti in 68 partite. Nel gennaio 1999 Philadelphia lo cedette agli Edmonton Oilers, che lo girarono subito ai Tampa Bay Lightning in cambio di Alexander Selivanov. Con i Lightning, Daigle disputò solo 32 partite, realizzando 12 punti. Successivamente fu acquisito dai New York Rangers, che lo utilizzarono come “progetto di recupero”, ma anch'essi persero presto fiducia e lo misero in lista di waivers al termine della stagione. In 58 partite con i Rangers totalizzò 8 gol e 18 assist.
A soli 25 anni, Daigle si ritrovò fuori dal circuito dell'hockey professionistico. Ammetterà successivamente di non aver mai desiderato realmente giocare a hockey, ma di averlo fatto solo per via del proprio talento. Si dedicò così al mondo dello spettacolo e dell'intrattenimento. Partecipò a una lega amatoriale a Los Angeles insieme a Cuba Gooding Jr., nella squadra di Jerry Bruckheimer, i Bad Boys, e fondò un'agenzia di eventi, Impostor Entertainment, con l'ex lanciatore dei Montreal Expos Derek Aucoin. Il primo progetto fu un concerto di Sheryl Crow in occasione del Gran Premio di Formula 1 del Canada a Montréal.
Dopo due anni di assenza dal ghiaccio e alla ricerca di stabilità economica, Daigle tentò un ritorno in NHL. Nel 2002 si mise in contatto con diverse squadre e alla fine firmò con i Pittsburgh Penguins. Dopo un'ottima pre-stagione in cui fu il miglior marcatore, guadagnò un posto nel roster iniziale, ma non riuscì a mantenere il rendimento in stagione regolare, finendo per trascorrere la maggior parte del campionato con l'affiliata AHL dei Penguins, i Wilkes-Barre/Scranton Penguins. Al termine del contratto, firmò da free agent con i Minnesota Wild.
A Minnesota impressionò lo staff tecnico durante il training camp, guadagnandosi un posto in squadra. Nella stagione 2003-04 eguagliò il proprio massimo in carriera con 51 punti (20 gol e 31 assist), guidando il team nella produzione offensiva e venendo nominato per il Bill Masterton Memorial Trophy, assegnato annualmente al giocatore che meglio rappresenta perseveranza, sportività e dedizione all'hockey. Il 6 marzo 2006 fu messo in lista waivers dai Wild e assegnato alla squadra affiliata AHL, gli Houston Aeros. Tuttavia, non disputò alcuna partita con la formazione texana e fu invece girato il 13 marzo ai Manchester Monarchs, in cambio dell'attaccante Brendan Bernakevitch.
Consapevole della conclusione della propria carriera in NHL, Alexandre Daigle rivolse la propria attenzione all'Europa. Il 5 maggio 2006 firmò un contratto biennale con l'HC Davos, una delle squadre di vertice della Lega Nazionale A svizzera, e nel dicembre dello stesso anno siglò un'estensione contrattuale di ulteriori due stagioni. Durante le sue tre stagioni complete con il Davos, la squadra conquistò il titolo nazionale in due occasioni.Nel corso della sua permanenza a Davos, Daigle disputò 137 partite, realizzando 46 reti e fornendo 94 assist, per un totale di 140 punti, una media superiore a un punto per partita.
Dopo aver disputato due partite con il Fribourg-Gottéronl, i 26 ottobre 2009 fu ceduto in prestito agli SCL Tigers, in cambio di Oliver Setzinger. Con la formazione di Langnau giocò 25 partite nella stagione 2009-10, segnando 7 gol e servendo 17 assist per un totale di 24 punti. Nonostante il numero limitato di presenze, concluse la stagione al settimo posto tra i migliori marcatori della squadra, pur avendo disputato meno della metà delle gare rispetto ai principali realizzatori. Il 23 marzo 2010, Daigle e il Davos concordarono la riduzione del contratto da cinque a tre anni, rendendolo free agent al termine della stagione 2009-10.

## Palmarès

### Club
- Campionato svizzero: 2

Davos: 2006-2007, 2008-2009

### Nazionale
- Campionato mondiale di hockey su ghiaccio Under-20: 2

Svezia 1993, Canada 1995

### Individuale
- CHL All-Rookie Team: 1

1991-1992
- CHL Rookie of the Year: 1

1991-1992
- QMJHL First All-Star Team: 1

1992-1993